# Willy Pieth
Wilhelm „Willy“ Friedrich Konrad Pieth (* 22. Dezember 1883 in Stettin; † 15. Dezember 1934 in Lübeck) war ein deutscher Bibliothekar und Politiker.

## Leben

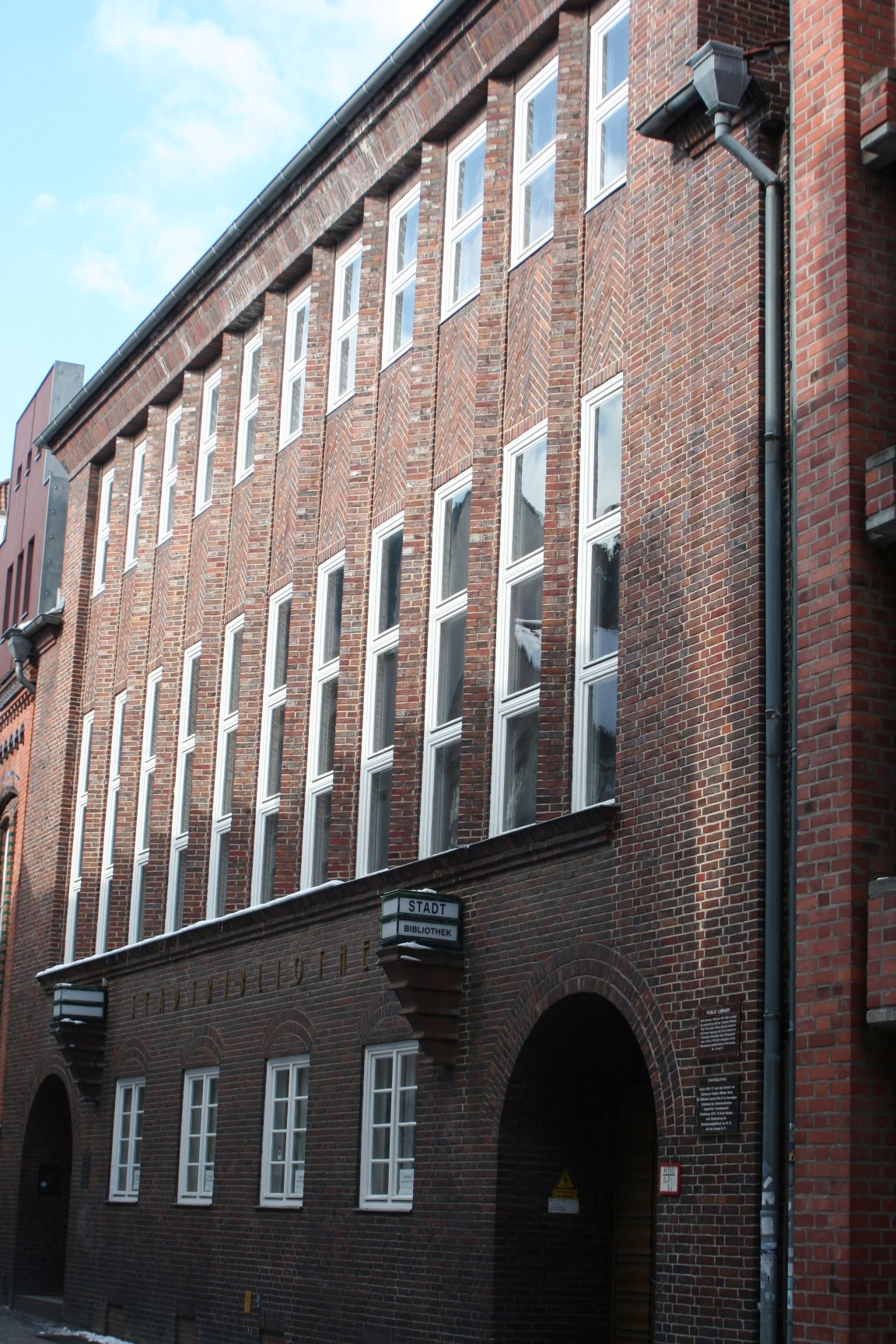
Stadtbibliothek, Neubau von 1927

Wilhelm „Willi“ Friedrich Konrad Pieths Vater August Friedrich Pieth, geb. 1854, war Lehrer und Schriftsteller, seine Mutter Ottilie, geb. Lüpke, 1858, war Tochter eines Lehrers. Pieths Ehefrau Margarete Schwarz, geb. 1896, gest. 1981, verh. seit 24. Dezember 1919, war Lyzeums-Lehrerin. Pieth besuchte die Schule in Stettin und legte 1904 am König-Wilhelm-Gymnasium das Abitur ab. Anschließend studierte er Philosophie, Deutsche, Romanische und Klassische Philologie sowie Geschichte. Er besuchte die Universitäten Lausanne, Berlin und Greifswald. Willy Pieth promovierte an der Universität Greifswald mit einer Dissertation über Essen und Trinken im mittelhochdeutschen Epos des zwölften und dreizehnten Jahrhunderts zum Dr. phil.
Er wollte Bibliothekar werden und begann als Bibliotheksassistent in der Kaiser-Wilhelm-Bibliothek in Posen seine bibliothekarische Ausbildung. Er blieb dort bis 1911. In dieser Zeit wurde zusätzlich das Staatsexamen für das Lehramt an Höheren Schulen abgelegt. Zum Oktober 1911 wechselte Pieth als Volontär, dann Assistent an die Universitätsbibliothek in Münster i. W. Seit 1909 war er Mitglied des Vereins Deutscher Bibliothekare, danach auch des Verbands der Volksbibliothekare. Vom 1. September 1912 bis 1913 war er an der Königlichen Bibliothek (Preußischen Staatsbibliothek) in Berlin in der Abteilung für Handschriften und Inkunabeln als Volontär tätig, um weitere Kenntnisse zu erlangen. In Kontrast zu diesem Fachgebiet wechselte Pieth zum 1. Mai 1913 an die Stadtbücherei und Bücherhalle in Berlin-Charlottenburg, deren Leiter Gottlieb Fritz sich für diesen Bibliothekstyp einen Namen gemacht hatte. Zunächst als Hilfsbibliothekar tätig, wurde er dort bald als planmäßiger Stadtbibliothekar übernommen (1914–1919). Rasch griff er in die damaligen Debatten um kommunale Einheitsbibliotheken mit Aufsätzen ein. Er neigte der volkspädagogischen Richtung des Stettiner Stadtbibliothekars Erwin Ackerknecht zu. Doch nun musste er am Ersten Weltkrieg als Feldartillerist teilnehmen. Er überlebte unversehrt und war dann an einer Leitungsfunktion in Lübeck interessiert. Das Oberschulkollegium wählte ihn, und Pieth konnte zum 9. Oktober 1919 in Lübeck seine Arbeit aufnehmen. Offiziell zum Direktor wurde er zum 1. Januar 1920 ernannt. Er wurde 1919–1933 als Nachfolger von Carl Curtius der zweite hauptamtliche Direktor der Stadtbibliothek in Lübeck und reformierte das Lübecker Bibliothekswesen, indem er die bis 1923 von Bennata Otten geleitete Öffentliche Bücherhalle der Gesellschaft zur Beförderung gemeinnütziger Tätigkeit und die Büchereien des Lübecker Landgebietes mit der Stadtbibliothek zu einer wirtschaftlicheren Einheit vereinigte.
In seiner Zeit als Direktor entstand 1926 in Zusammenwirken mit dem Stadtbaudirektor Friedrich Wilhelm Virck auch der erste Neubau der Stadtbibliothek in der Hundestraße. 1926, anlässlich der Eröffnung des Virck'schen Neubaus (d. h. eines Anbaus an die vorhandene historische Bausubstanz) gab Pieth die Festschrift Bücherei und Gemeinsinn heraus. Hier spiegelt sich sein an die Lübecker Situation angepasstes Bibliothekssystem wider. Es sollte hier keine kommunale Einheitsbibliothek sein, sondern ein der öffentlichen Bildungspflege gewidmetes Bibliothekssystem, in dem die historischen Bestände genauso ihren Platz behielten wie die damals aktuellen Aufgaben einer Öffentlichen Bücher- und Lesehalle, die auch die ländlichen Regionen Lübecks mit Literatur versorgte. Dafür gab es eine Landeswanderbücherei und die Büchereiberatungsstelle. Alle diese Aufgaben hatten ihre Gleichberechtigung und wurden von dem Bibliotheksdirektor geleitet und koordiniert. Dass Pieth auch die einfachen Leute, die Menschen, die in praktischen Berufen arbeiteten oder kaufmännisch tätig waren, im Blick behielt, ergab sich auch aus seiner Mitgliedschaft in der SPD. Seit 1920 war er Mitglied der Lübecker Bürgerschaft und konnte mit der Mehrheit der Sozialdemokraten 1923 die Verstaatlichung der Bücherhallen und ihre Überleitung in ein einheitliches staatliches Bibliothekssystem durchsetzen. Zusätzlich erweiterten eine neue Benutzungsordnung, die Teilnahme am Reichs-(Fern-)Leihverkehr, eine Personalaufstockung (von fünf auf 24 Stellen) und der gesicherte Erwerbungsetat die Wirkung der Bibliothek in der Breite. Hinzu traten Veranstaltungen, Ausstellungen, überregionale Mitarbeit im Bibliothekswesen sowie die Unterstützung durch die 1926 gegründete Gesellschaft von Freunden der Stadtbibliothek. All das trug Pieth auch eine Berufung nach Hamburg ein, der er aber, wohl aus gesundheitlichen Gründen, nicht folgen konnte. Obgleich ihm die Volkshochschule, deren Leiter er im Doppelamt war, die Volksbühne oder die an die Bevölkerung gerichtete Bibliothek so wichtig waren, geriet er mit den Nationalsozialisten, für die wiederum die Volksgemeinschaft von zentraler Bedeutung war, in Konflikt. Am 13. März 1933 wurde er vom Dienst beurlaubt, obgleich das Gesetz zur Wiederherstellung des Berufsbeamtentums. Vom 7. April 1933 formal noch gar nicht erlassen war. Daher erfolgte seine definitive Entlassung erst zum 1. Juli 1933. Sein Austritt aus der SPD hatte ihm nicht weiter geholfen. Pieth hatte als SPD-Mitglied der Lübecker Bürgerschaft angehört und hatte sich im Rahmen der Weimarer Demokratie politisch betätigt. Sozialdemokraten wurden nun verfolgt und aus ihren Ämtern entfernt. Pieth lebte danach nur noch eineinhalb Jahre und verstarb im frühen Alter von 51 Jahren.
Er wurde zunächst kommissarisch durch den Archivrat Georg Fink und dann durch Gustav Struck, einen entsprechenden NS-Gefolgsmann ersetzt. In der Stadtbibliothek selbst wurden die Fresken des jüdischen Künstlers Ervin Bossányi von den Nationalsozialisten übertüncht.
Willy Pieth zeichnete für Lübeck und sein Bibliothekswesen den Weg in eine neue Zukunft vor. Es sollte eine moderne Bibliothek für alle Bürger sein, wie sie die Bücherhallenbewegung anstrebte, bei Wahrung des historischen Erbes. Im kleinen Lübeck konnte das nur eine einheitliche Bibliothek sein. Im viel größeren Hamburg bildeten sich die Hamburger Bücherhallen und aus der früheren Stadtbibliothek die Staats- und Universitätsbibliothek als unabhängige Institute heraus.

## Schriften
- Essen und Trinken im mittelhochdeutschen Epos des 12. und 13. Jh. Diss. phil. Greifswald 1908.
- Bücherei und Gemeinsinn. Das öffentliche Bibliothekswesen der Freien und Hansestadt Lübeck. Hrsg. von Willy Pieth. Lübeck: Quitzow, 1926.
- Zahlreiche weitere Abhandlungen sind nachgewiesen in: Stadt und Bibliothek. Literaturversorgung als kommunale Aufgabe im Kaiserreich und in der Weimarer Republik. Hrsg. von Jörg Fligge und Alois Klotzbücher. Wiesbaden: Harrassowitz, 1997. Hier: Beitrag Fligge, S. 61–177; S. 166f. (Willy Pieths Publikationen).

## Erinnerung
In der Stadtbibliothek erhielt der Lesesaal (seit dem 12. Mai 1995) zu Ehren Pieths die Benennung Willy-Pieth-Lesesaal.